# Нагатинская набережная
Нага́тинская на́бережная — набережная Москвы-реки в районах Нагатино-Садовники и Нагатинский Затон Южного административного округа города Москвы. Лежит между Даниловским мостом Окружной железной дороги и Судостроительной улицей. Нумерация домов ведётся от моста. Нагатинская набережная является самой протяжённой набережной в Москве, её длина составляет 5,6 км.

## Происхождение названия
Название набережной дано по находившейся поблизости деревне Нагатино, вошедшей в состав Москвы в 1960 году. Происхождение же самого слова достоверно неизвестно, по одной из версий оно связано со словосочетанием «на гати», означающем на болотистом, топком месте, укреплённом брёвнами.

## История застройки
Главным архитектором проекта застройки Нагатинской набережной была Р. П. Алдонина (в соавторстве с П. П. Зиновьевым, К. К. Запасовым, А. Б. Бергельсоном, И. Л. Лютомской). Её рассказ о драматичной истории этого проекта был опубликован в журнале «Вести Союза архитекторов России», № 2 за 2007 год. Статья называется «Как это было» — и передаёт горечь разочарования главного архитектора.
Вот несколько отрывков из статьи:
В 1972 году Градостроительный совет ГлавАПУ согласовал, а Моссовет утвердил проект застройки Нагатинской набережной Москвы реки. ...Многие москвичи знают эту застройку. Бело-синие дома переменной этажности от 10 до 23 этажей стоят на берегу реки и смотрят на широкую Нагатинскую пойму, жители прозвали их «парусами».
К тому времени, когда появился этот проект, весь район Нагатино уже был застроен пятиэтажками с отдельными вкраплениями девяти этажей. Только вдоль берега тянулась незастроенная полоса шириной, меньше ста метров, В мастерской № 11 (потом она стала № 10), эту полосу берегли и не спешили застраивать типовыми домами. Уж очень необычна, можно сказать уникальна, здесь градостроительная ситуация. Широкая двухкилометровая Нагатинская пойма со всех сторон окруженная водой, позволяет с противоположной стороны, с высокого берега окинуть единым взглядом все четыре километра набережной.
Было сделано бесчисленное количество вариантов, но все они сводились к чередованию шестнадцатиэтажных «стен» с какими-нибудь «башнями». Причём типовых компактных башен выше 16 этажей тогда вообще не было.
С 1970 года, когда я стала руководителем бригады и главным архитектором этого проекта, мы с молодым архитектором Костей Запасовым при активной поддержке руководителя мастерской Павла Петровича Зиновьева предложили решить застройку набережной единым  ансамблем  из домов переменной этажности 10—25 этажей  с акцентами из 35 этажных башен  в центре и по концам застройки. Место требовало крупного ритма и интересного силуэта. Понижение крыльев зданий делало новые дома сомасштабными  существующей застройке, воздушные разрывы активно включали пространство поймы в ткань жилого района, Предполагалось построить шесть домов- «пирамид» по три с каждой стороны от Нагатинского моста, который делит здесь набережную на две равные части. ... Тогда же проект был отмечен по Моспроекту 1, как лучший проект года, опубликован в журнале «Строительство и архитектура» и в других изданиях.
Строительство, наконец, началось и НПО «Прокатдеталь» во главе с симпатичным и энергичным Ф. Я. Каменским довел до конца три комплекса переменной этажности на левой стороне от моста. Правда культбыт — детсады, магазин, гараж, конечно, построены не были. Завершение застройки на восточном конце вместо трёх 35 этажных стройных башен было выполнено из типовых, широких двухсекционных в 22 этажа. Но и в таком виде ансамбль произвел впечатление на москвичей.
Двадцать лет мне и, думаю, другим авторам тоже, говорили за него комплименты. Я сама радовалась, проезжая по Нагатинскому мосту на машине или на метро. Здесь проходит открытая линия метро и десятки, сотни тысяч человек каждый день могли наблюдать, как сине-белые дома сжимаются в выразительную зубчатую гряду.
В архитектурном путеводителе А.В. Анисимова «Москва» (1997 г.) Нагатинская набережная названа в числе двухсот наиболее интересных произведений московской архитектуры за 500 лет.
Как хотелось бы закончить статью на радостной ноте: мы старались, смотрите, у нас получилось. Но, увы, смотреть-то и не получится. Силуэт ансамбля Нагатинской набережной со стороны проспекта им. Андропова и открытой линии метро безнадежно, варварски испорчен! Пару лет назад на набережной снова появились краны и между первым и вторым ступенчатым корпусом на месте, где по проекту застройки был детсад, поставили массивный, двухсекционный 22 этажный дом! Он вылез на переднюю линию застройки и начисто загубил весь ступенчатый ритм при взгляде от моста. Потом вплотную, можно сказать впритык к фасаду первого дома, как вообще никто домов не ставит, выросла башня, напротив другая и весь рисунок набережной слился в малопонятную кашу!
Те, кто раньше хвалил застройку, теперь обращаются ко мне с недоуменными вопросами: «Что вы там наделали?» Никому не приходит в голову, что можно было так проигнорировать авторов! Можно понять алчность инвесторов, равнодушие строителей, но понять и главное принять неуважение коллег по цеху друг к другу невозможно! Кто будет уважать архитекторов, если они не будут уважать друг друга, уважать то, что сделали их соратники?
А что я могу теперь сделать? Кажется, я могу только не подавать руки Филлеру и кричать, как у Толстого кричала Катюша Маслова на суде: «Не виновата я! Не виновата я! Не виновата!!!»

## Примечательные здания и сооружения
Большая часть набережной застроена типовыми жилыми домами серий И-209А, II-49Д, II-29, 1-515, И-155, П-22, Пд-3/22, II-18-01/12А.
С нечётной стороны Нагатинской набережной протекает Москва-река.
По чётной стороне:
- д. 12, к. 1 — Средняя общеобразовательная школа № 906
- д. 14, к. 5 — Дирекция единого заказчика (ДЕЗ), объединённая диспетчерская служба (ОДС) № 160
- д. 14, к. 6 — Почтовое отделение 533
- д. 16, к. 2 — Детский сад № 1177 (компенсирующего вида, для детей с нарушением зрения, с ясельными группами)
- д.18 к.1 — Жилой дом.
- д. 20 — ОДС № 158
- д. 20, к. 2 — Библиотека № 225
- д. 22, к. 2 — Дополнительный офис Сбербанка России № 9038/0257
- д. 24 — Средняя общеобразовательная школа № 1375 с углублённым изучением английского языка
- д. 28, к. 2 — Детский сад № 1129 (Центр развития ребёнка, комбинированного вида, противотуберкулёзный)
- д. 34 — Нагатинский ЗАГС, женская консультация поликлиники № 27
- д. 46, к. 4 — Детский сад № 738 (с приоритетным направлением в художественно-эстетическом развитии)
- д. 48/2 — Дополнительный офис Сбербанка России № 9038/01315
- д. 54 — ДЕЗ
- д. 56 — Средняя общеобразовательная школа № 1770 (бывшая 1750)
- д. 58, к. 3 — Детский сад № 2272 (логопедический)
- д. 62, стр. 2 — ОДС № 300
- Шлюз на Москва-реке.

## Транспорт
По Нагатинской набережной проходят три автобусных маршрута городского общественного транспорта:
- № 824   Нагатинский Затон —  Кленовый бульвар
- № c811   Нагатинский Затон — 1-й Нагатинский проезд
- № с951  Коломенская —  Нагатинская.

На пересечении Нагатинской набережной и улицы Кленовый бульвар находится причал «Кленовый бульвар». Вблизи набережной располагаются станции метро «Коломенская» и «Нагатинская» и станция МЦК  Верхние Котлы. Также добраться до улицы можно от станций метро Большой кольцевой линии «Кленовый бульвар» и «Нагатинский Затон».